# Krušedol Prnjavor
Pour les articles homonymes, voir Prnjavor.
Krušedol Prnjavor (en serbe cyrillique : Крушедол Прњавор) est un village de Serbie situé dans la province autonome de Voïvodine. Il fait partie de la municipalité d’Irig dans le district de Syrmie (Srem). Au recensement de 2011, il comptait 234 habitants.
Avec Grgeteg, Krušedol Prnjavor, également connu sous le nom de Prnjavor, forme une communauté locale, c'est-à-dire une subdivision administrative, de la municipalité d'Irig. À proximité du village se trouvent le monastère de Grgeteg et le monastère de Krušedol, deux des 16 monastères orthodoxes serbes de la Fruška gora.

## Géographie

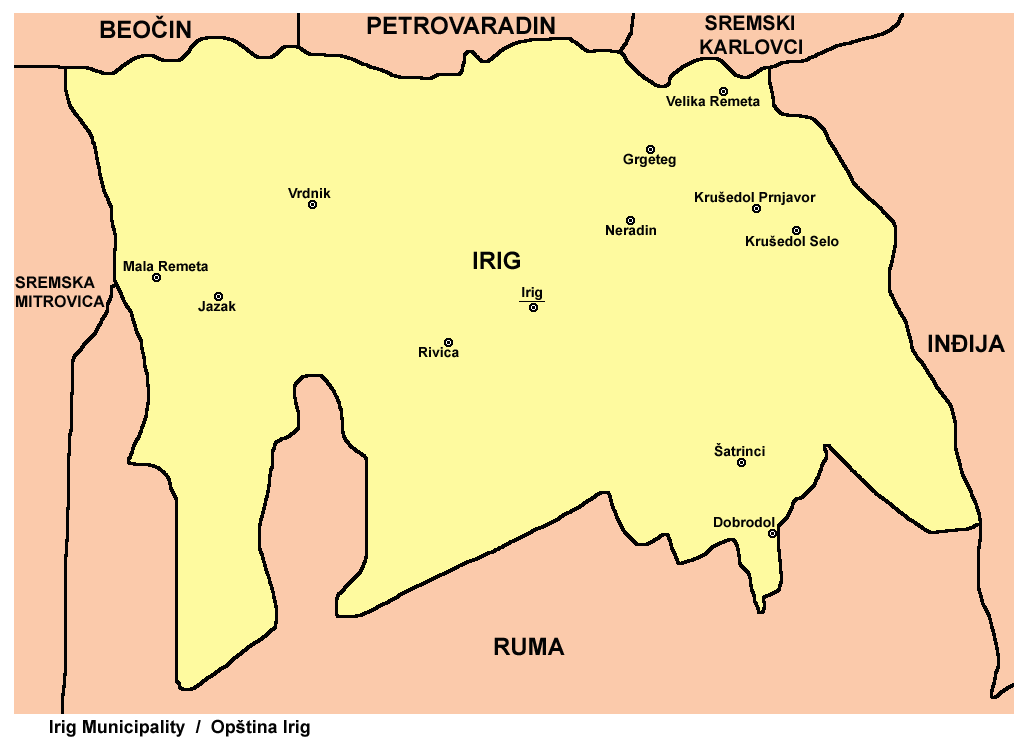
Localisation de Krušedol Prnjavor dans la municipalité d'Irig

Krušedol Prnjavor se trouve dans la région de Syrmie, au pied du versant méridional de la Fruška gora. Le village est situé à l'est de la municipalité d'Irig, sur un plateau de lœss dominant la vallée du Selovrenac.

## Histoire
Comme l'indique encore le nom de Prnjavor, le village s'est développé comme un prnjavor, un village rural habité par des serfs dépendant du monastère de Grgeteg.

## Démographie

### Évolution historique de la population
| 1948 | 1953 | 1961 | 1971 | 1981 | 1991 | 2002 | 2011 |
| ---- | ---- | ---- | ---- | ---- | ---- | ---- | ---- |
| 611  | 578  | 553  | 481  | 276  | 229  | 277  | 234  |

|  |

### Données de 2002
Pyramide des âges (2002)
En 2002, l'âge moyen de la population était de 44,8 ans pour les hommes et 48,8 ans pour les femmes.
Répartition de la population par nationalités (2002)
En 2002, les Serbes représentaient 97,1 % de la population ; le village abritait notamment une minorité hongroise (1 %).

### Données de 2011
En 2011, l'âge moyen de la population était de 50,8 ans, 48,5 ans pour les hommes et 53 ans pour les femmes.

## Économie
L'activité principale des habitants du village est l'agriculture. Sur les 2 581,7 ha du village, la plus grande partie est consacrée à la culture des céréales, favorisée par des terres constituées de tchernoziom ; on y trouve aussi des vergers, des vignobles et des pâturages.

## Vie locale
Les enfants du village suivent les cours de l'école élémentaire de Krušedol Selo puis poursuivent leurs études à Irig, le centre administratif de la municipalité. Le village dispose d'un centre médical et de quelques magasins d'alimentation.

## Tourisme

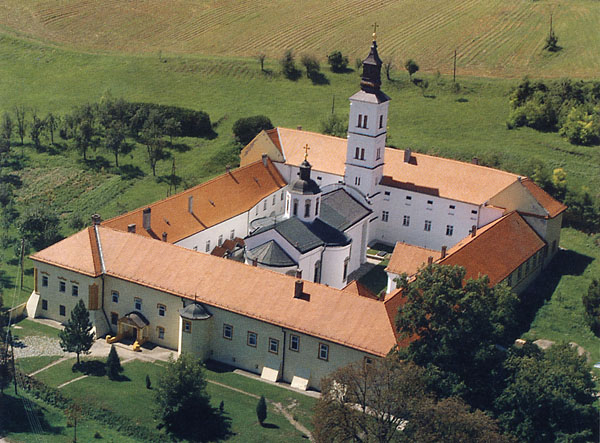
Le monastère de Krušedol

Le monastère de Grgeteg est situé à proximité du village ; selon la tradition, il a été fondé par le despote Vuk Grgurević en 1471 ; son existence est attestée pour la première fois en 1545-1546 ; le konak du monastère date du XVIIIe siècle et l'église abrite une iconostase peinte par Uroš Predić en 1902. Le monastère de Krušedol, également situé près du village, a été fondé entre 1509 et 1516, par l'évêque Maksim et par sa mère Angelina Branković ; les despotes serbes Stefan Lazarević et Đurađ Branković, ainsi que deux patriarches de l'Église orthodoxe de Serbie, y ont été enterrés. Ces deux monastères sont inscrits sur la liste des monuments culturels d'importance exceptionnelle de la république de Serbie.

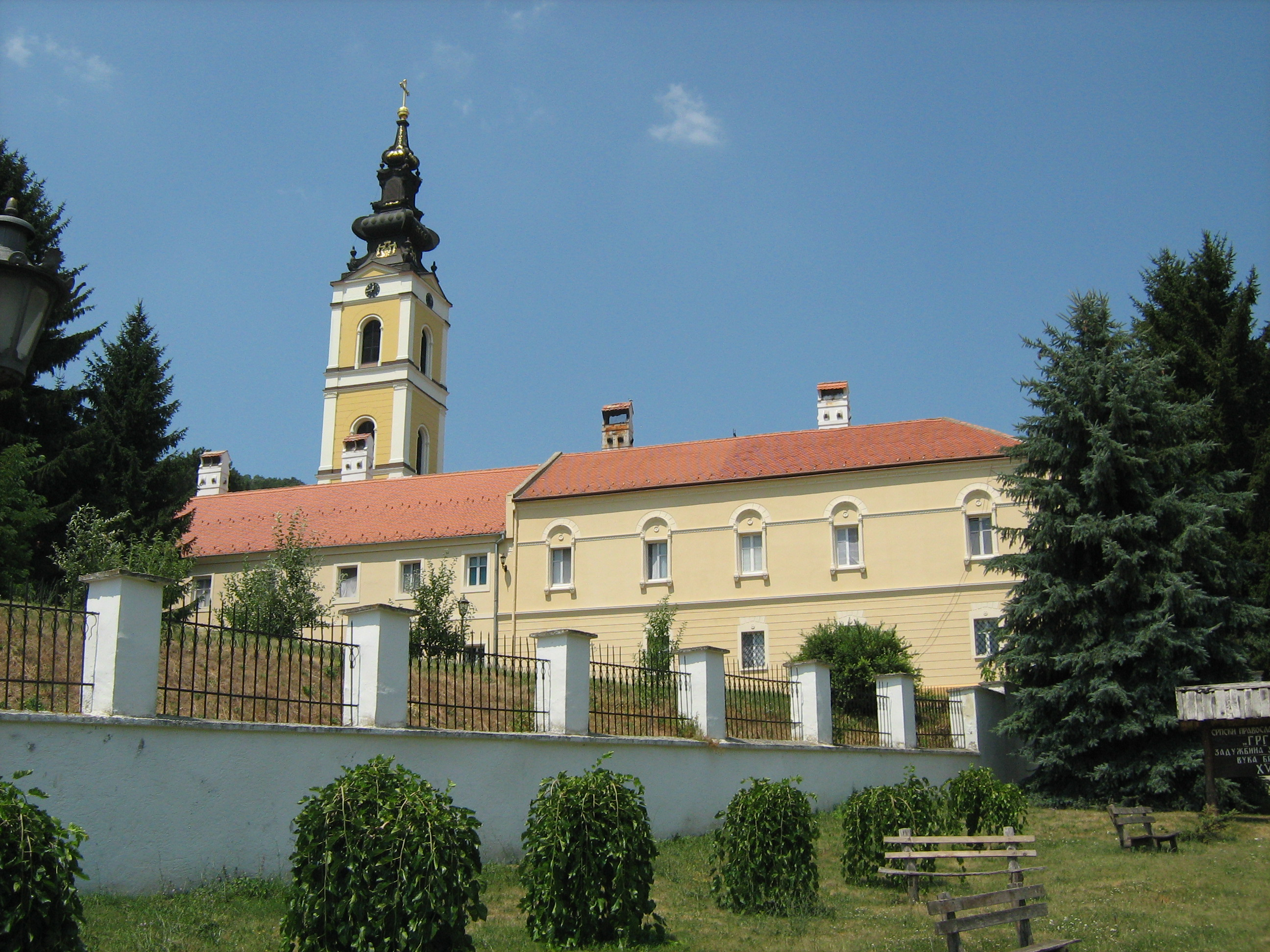
Le monastère de Grgeteg

## Transport
Krušedol Prnjavor est relié par autobus à Irig et Novi Sad (3 aller et retour par jour).